# مایبریت سائرنس
مایبریت سائرنس (انگلیسی: Maibritt Saerens؛ زادهٔ ۲۵ مهٔ ۱۹۷۰) بازیگر، بازیگر سینما، و صداپیشه اهل دانمارک است.
از فیلم‌ها یا برنامه‌های تلویزیونی که وی در آن نقش داشته‌است می‌توان به کشتار اشاره کرد.